# Phygadeuon wiesmanni
Phygadeuon wiesmanni är en stekelart som beskrevs av Sachtleben 1934. Phygadeuon wiesmanni ingår i släktet Phygadeuon och familjen brokparasitsteklar. Inga underarter finns listade i Catalogue of Life.